# جيم رينر
جيم رينر (بالإنجليزية: Jim Renner)‏ هو لاعب غولف أمريكي، ولد في 31 أكتوبر 1983 في بوسطن في الولايات المتحدة.

## وصلات خارجية
- الموقع الرسمي
- جيم رينر على موقع رابطة لاعبي الغولف المحترفين (الإنجليزية)
- جيم رينر على موقع التصنيف العالمي الرسمي للغولف (الإنجليزية)